# 佐藤譲
佐藤 譲（さとう ゆずる、1948年 - 2005年2月24日）は、日本の照明技師である。

## 経歴
1948年、東京都に生まれる。小川紳介監督『1000年刻みの日時計 牧野村物語』や黒沢清監督『蛇の道』、諏訪敦彦監督『2/デュオ』などの作品を手がける。2005年2月24日、死去。

## フィルモグラフィー

### 映画
- ヒポクラテスたち（1980年）
- さらば愛しき大地（1982年）
- 1000年刻みの日時計 牧野村物語（1986年）
- 逆噴射家族（1984年）
- 愛はクロスオーバー（1987年）
- Helpless（1996年）
- 2/デュオ（1996年）
- 蛇の道（1998年）
- 蜘蛛の瞳（1998年）
- M/OTHER（1999年）
- ワンダフルライフ（1999年）
- EUREKA（2000年）
- 月の砂漠（2001年）
- 美しい夏キリシマ（2002年）
- カナリア（2004年）